# Karin Balzer
Karin Balzer (született Karin Richert) (Magdeburg, 1938. június 5. – 2019. december 17.) olimpiai bajnok német atléta, gátfutó.

## Pályafutása
1961-ben kötött házasságot edzőjével Karl-Heinz Balzer (1921–2007) korábbi rúdugróval. Az esküvő előtt 1958-ban Nyugat-Németországba menekültek, de a Stasi nyomására néhány hét múlva visszatértek az NDK-ba, majd mindkettőjüket egy-egy évre eltiltották. Két fiuk született: Andreas (1965–1972) és Falk (1973).
Négy olimpián vett részt 1960 és 1972 között. Az első kettőn az Egyesült Német Csapat, az utolsó kettőn az NDK színeiben versenyzett 80 illetve 100 m gátfutásban. Az 1960-as római olimpián nem jutott a döntőbe, az 1964-es tokióin olimpiai bajnok lett, az 1968-as mexikóvárosi tornán ötödik helyezést ért el. Az 1972-es müncheni olimpiára való felkészülés során fia Andreas autóbalesetet szenvedett és kómába esett. Szeptember 7-én egy nappal a 100 méteres gátfutás döntője előtt halt meg, de férje csak a verseny után mondta el a rossz hírt miután bronzérmet szerzett. 1962 és 1971 között az Európa-bajnokságokon három arany- és két ezüstérmet szerzett. 1971-ben az év női atlétájává választották az NDK-ban.
1973-ban született meg második fia Falk, aki szintén gátfutó lett és az 1998-as budapesti Európa-bajnokságon ezüstérmet szerzett 110 méter gátfutásban.

## Sikerei, díjai
- az év női atlétája az NDK-ban (1971)
- Olimpiai játékok
  - aranyérmes: 1964, Tokió (80 m gát)
  - bronzérmes: 1972, München (100 m gát)
- Európa-bajnokság – 110 m gát
  - aranyérmes (3): 1966 (80 m gát), 1969, 1971 (mindkettő 100 m gát)
  - ezüstérmes (2): 1962 (80 m gát), 1971 (4 × 100 m)